# آنتونی اسویس
آنتونی اسویس (هلندی: Anthony Sweijs؛ ۱۸ ژوئیهٔ ۱۸۵۲ – ۳۰ سپتامبر ۱۹۳۷) تیرانداز اهل هلند بود.